# 金歯
金歯（きんし）とは、現在の雲南省保山一帯に居住していた民族。現在の傣族の祖先と考えられている。
『集史』や『東方見聞録』といった史料では、ペルシア語で「金の歯」を意味するザルダンダーン（زردندان/zar dandān）という名称で言及されている。

## 概要
「金歯」という民族名は唐代のころから見られるもので、『新唐書』南蛮伝の「群蛮」条には「黒歯・金歯・銀歯の三種があり、漆や鏤金銀で歯を飾るが、寝食の際には外す（有黒歯・金歯・銀歯三種、見人以漆及鏤金銀飾歯、寝食則去之）」との記載がある。『元史』地理志は金歯を含め大理国の西南に「八種の蛮」がいたと記すが、これらの諸族はタイ系民族で、現在の傣族の祖先に当たる集団とみられる。
1250年代に行われた雲南・大理遠征によって金歯を含む雲南地方はモンゴル帝国の支配下に入り、様々な言語で言及されるようになる。ペルシア地方を支配したフレグ・ウルスで編纂された『集史』では、「ある部族は金の蔽い（ghalāfī az zar）を歯（dandānhā）にする（یک قوم را از ایشان عادت است دندانها را غلافی از زر می سازند）」との記載があり、また別の箇所では「ザルダンダーン（زردندان/zardandān）」として言及される。
クビライの治世に大元ウルスを訪れたとされるマルコ・ポーロもカラジャン王国（大理王国）の西方に位置する「ザルダンダン地方」について『東方見聞録』の中で言及している。
モンゴル帝国（大元ウルス）支配下の金歯は雲南等処行中書省下の大理金歯等処宣慰司都元帥府に統轄された。『東方見聞録』中の「首府ヴォチャン」は、大理金歯等処宣慰司都元帥府に属する永昌府を指すと推定されている。